# Teatro Amazonas

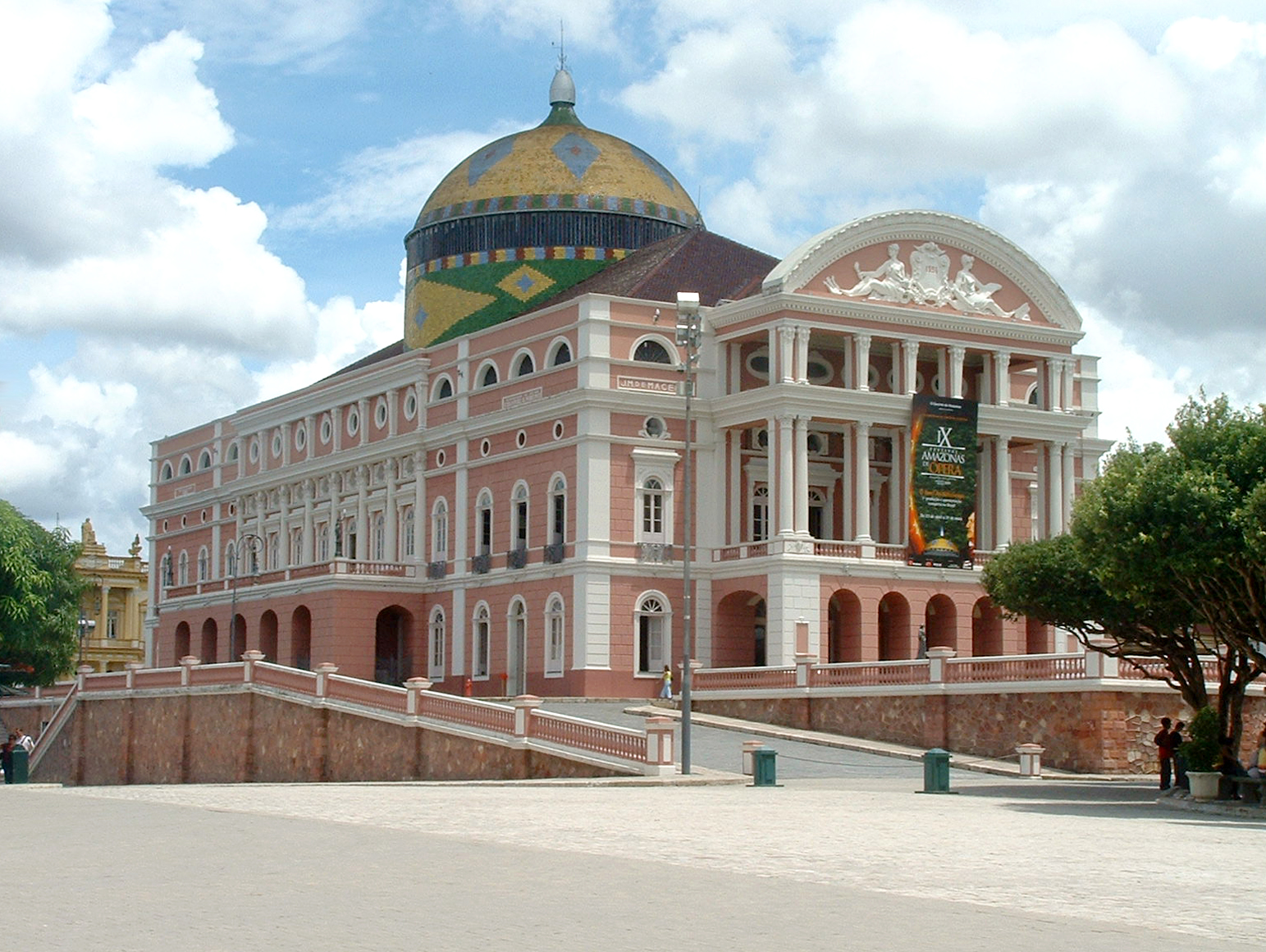
Il teatro visto dall'antistante largo de São Sebastião

Il Teatro Amazonas è un teatro dell'opera che si trova a Manaus, in Amazzonia, città di cui è il monumento simbolo. Oltre alla stagione lirica ospita anche quella sinfonica dell'orchestra Amazonas Filarmônica.

## Storia
Il Teatro Amazonas fu costruito durante la Belle Époque dall'architetto italiano Celestial Sacardim, all'epoca in cui Manaus viveva l'apice del cosiddetto "ciclo del caucciù". Grazie all'estrazione del caucciù, molto richiesto e apprezzato dall'industria europea e americana, nella città venivano accumulate enormi fortune che ne facevano una delle città più ricche del mondo.
Il cantiere iniziò nel 1884. Architetti, costruttori, pittori e scultori furono chiamati dall'Europa: in particolare la decorazione interna fu affidata a Crispim do Amaral, a eccezione del Salone Nobile, l'area più lussuosa del complesso, che venne decorata dall'architetto italiano Domenico de Angelis. Anche molti materiali furono fatti arrivare dall'Europa: le tegole colorate dall'Alsazia;  mobili e tessuti "Luigi XV"  da Parigi; il marmo dello scalone, delle statue e delle colonne da Carrara; l'acciaio per i muri dall'Inghilterra; trentadue lampadari, fra cui quello enorme al centro della sala, furono appositamente fabbricati a Murano. Lo stile dell'edificio è neorinascimentale. Particolare è il sipario dipinto che rappresenta allegoricamente l'incontro delle acque del Rio Negro e del Rio delle Amazzoni, i fiumi di Manaus.
Il teatro fu finalmente inaugurato il 31 dicembre 1896, ma la prima rappresentazione si tenne il 7 gennaio successivo: in tale occasione fu data La Gioconda di Ponchielli. 

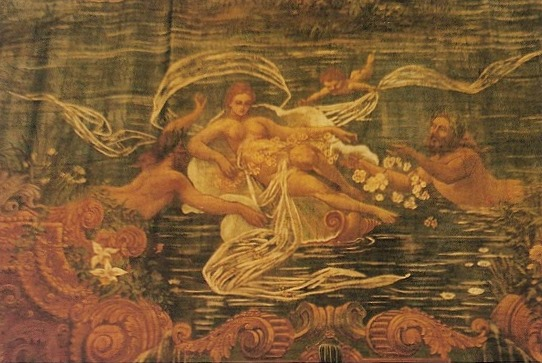
Il sipario dipinto

L'edificio fu successivamente restaurato in tre occasioni: nel 1929, nel 1974 e fra il 1988 e il 1990. La sala conta 701 posti a sedere.
Il Teatro Amazonas è divenuto celebre per essere apparso nel film Fitzcarraldo di Werner Herzog del 1982. All'inizio del film il melomane Brian Sweeney Fitzgerald detto "Fitzcarraldo" cerca di entrare per sentire Ernani di Verdi, cantato da Enrico Caruso. Ma arriva che l'opera è già finita e si vede solo l'interno della sala. Se è verosimile che il teatro sia stato costruito con l'intento di attirare Caruso, non risulta tuttavia che il tenore italiano vi abbia mai cantato.
Oggi 39 dei 54 membri dell'orchestra vengono dalla Bulgaria, dalla Bielorussia e dalla Russia.
Tutti gli anni vi si tiene un festival cinematografico.
Sul palco del Teatro Amazonas sono passati grandi artisti, anche non di musica classica, come White Stripes, Margot Fonteyn, Christoph Schlingensief e Roger Waters.